# Herman O. Stekler
Herman O. Stekler (geboren 4. November 1932 in Wien; gestorben 4. September 2018 in Rockville (Maryland)) war ein US-amerikanischer Ökonom.

## Leben
Hermann Stekler war ein Sohn des Rechtsanwalts Walter Stekler und der Gisela Schnotl.
Sein Vater floh nach dem Anschluss Österreichs 1938 in die USA und konnte 1939 Frau und Kind nachholen. Stekler studierte ab 1951 Ökonomie an der Clark University und ab 1955 am Massachusetts Institute of Technology (M.I.T.), wo er 1959 promoviert wurde.
Er wurde Assistant Professor für Business Administration an der Berkeley University und analysierte die Vorhersagequalität verschiedener ökonometrischer Modelle. 1966 ging er an das Federal Reserve Board. Er heiratete 1967 Lois Ernstoff (1937–2004), sie hatten zwei Kinder. Er wurde 1968 Full Professor an der Stony Brook University. 1977 wurde seine Frau Expertin bei der International Finance Division des Federal Reserve Board, und er ging mit ihr nach Washington, D.C., wo er während der Präsidentschaft Jimmy Carters am Council on Wage and Price Stability (COWPS) arbeitete. Stekler war ab 1981 Professor am Industrial College of the Armed Forces (ICAF) bis zu seiner Pensionierung im Jahr 1994. Danach war er noch bis 2017 Forschungsprofessor im Research Program on Forecasting sowie Lehrender an der George Washington University.
Stekler war von 1987 bis 2018 Mitherausgeber des International Journal of Forecasting (IJF) des International Institute of Forecasting (IIF). Er befasste sich vornehmlich mit makroökonomischen Vorhersagen.

## Schriften (Auswahl)
- Profitability and size of firm. Berkeley: Inst. of Business and Economic Research, Univ. of California, 1963
- The structure and performance of the aerospace industry. Berkeley: Univ. of California Press, 1965
- Economic forecasting. London: Longman, 1971
- Measures for Evaluating Forecasts, in: The Handbook of economic and financial measures. Homewood, 1984

Stekler verfasste laut RePEc über 100 Zeitschriftenbeiträge (papers).